# Théodore-Agrippa d'Aubigné
Théodore-Agrippa d'Aubigné (Pons, 8. veljače 1552. – Genova, 29. travnja 1630.), francuski pjesnik, vojskovođa i povjesničar. Njegovo najvažnije djelo su Tragičari iz 1616. To djelo danas se smatra francuskim baroknim remek-djelom.

## Djela
- Histoire universelle (1616. – 1618.)
- Tragičari (1616.)
- Avantures du Baron de Faeneste
- Confession catholique du sieur de Sancy
- S vie à ses enfants